# 中後淳
中後 淳（ちゅうご あつし、1970年1月12日 - ）は、日本の政治家。
衆議院議員（1期）、新党きづな幹事長代理、富津市議会議員（2期）などを歴任した。

## 来歴
千葉県富津市生まれ。千葉県立木更津高等学校、東京大学工学部卒業。東京大学大学院工学系研究科産業機械工学専攻修士課程修了。1995年、新日本製鐵（現・日本製鉄）に入社。
2000年、富津市議会議員選挙に出馬し、初当選。2004年に再選。市議時代は自民党系の会派に所属。2009年、第45回衆議院議員総選挙に民主党公認で千葉12区から出馬。選挙区では、現職の防衛大臣であった浜田靖一に敗れたが、重複立候補していた比例南関東ブロックで復活し、当選した。
2010年9月の民主党代表選挙では、現職の菅直人ではなく、小沢一郎に投票した（小沢は菅に敗北）。なお、2009年7月に小沢の資金管理団体である「陸山会」から500万円の寄付を受けている。
2011年12月28日、野田内閣の消費増税路線に反発し、内山晃らとともに、民主党幹事長代行（当時）の樽床伸二に離党届を提出した（民主党は2012年2月7日の常任幹事会で離党届を受理せず除籍処分とすることを決定した）。2012年1月5日には内山らと共に『新党きづな』を結成し、党幹事長代理に就任した。同年11月、国民の生活が第一に合流した。
同年12月16日の第46回衆議院議員総選挙に日本未来の党公認で千葉12区から出馬するも、比例復活もならず落選した。

## 所属していた団体・議員連盟
- 国家主権と国益を守るために行動する議員連盟